# Арефинская (Шенкурский район)
Арефинская — деревня в Шенкурском районе Архангельской области. Входит в состав муниципального образования «Никольское».

## География
Деревня расположена в южной части Архангельской области, в таёжной зоне, в пределах северной части Русской равнины, в 13 километрах на запад от города Шенкурска, на левом берегу реки Юмзеньга, притока реки Вага. Ближайшие населённые пункты: на западе деревня Ивновская, на востоке деревня Красковская.
Часовой пояс
Арефинская, как и вся Архангельская область, находится в часовой зоне МСК (московское время). Смещение применяемого времени относительно UTC составляет +3:00.

## Население
| 2002 | 2010 | 2012 |
| ---- | ---- | ---- |
| 32   | ↘20  | ↘15  |

## История
В «Списке населенных мест Архангельской губернии к 1905 году» деревня Арефинская(Осередокъ) насчитывает 13 дворов, 64 мужчины и 58 женщин.  В административном отношении деревня входила в состав Едемского сельского общества Великониколаевской волости.
На 1 мая 1922 года в поселении 25 дворов, 50 мужчин и 64 женщины.